# Hanna Lóránd
Hanna Lóránd (anhörenⓘ; * 22. Januar 1927 in Újpest; † 1. Januar 2015) war eine ungarische Schauspielerin.

## Karriere
Nachdem sie 1946 die staatliche Schauspielschule beendet hatte, arbeitete sie an verschiedenen ungarischen Theatern. Zwischen 1947 und 1950 war sie am Madách-Theater (Madách Színház) in Budapest, in den folgenden vier Jahren am Úttörő-Theater (Úttörő Színház) bzw. Jókai-Theater (Jókai Színház). Von 1955 bis 1964 trat sie an Bühnen in Eger, Szolnok, Kaposvár und Miskolc auf. 1964 kehrte sie nach Budapest zurück und arbeitete dort bis 1982 am Attila-József-Theater (József Attila Színház).
Daneben war sie als Darstellerin in einigen Kino- und Fernsehfilmen zu sehen. Zudem arbeitete sie als Synchronsprecherin für die ungarische Zeichentrickserie Mikrobi (Irina und Anya) und für die ungarische Version des Films Star Trek III: Auf der Suche nach Mr. Spock als Stimme von Judith Anderson in der Rolle T’Lar.

## Persönliches
Sie war verheiratet mit dem Schauspieler Ottó Ruttkai.

## Bühnenrollen (Auswahl)
- Ann Putnam (Arthur Miller: Hexenjagd)
- Else Segebrecht (Claus Hammel: Um neun an der Achterbahn)
- Johanna (George Bernard Shaw: Die heilige Johanna)
- Margot (Jean Cocteau: La Machine à écrire)
- Ophelia (William Shakespeare: Hamlet)
- Seresné (Endre Fejes: Rozsdatemető)
- Zilia (Jenő Heltai: A néma levente)

## Filmografie
- 1950: Kis Katalin házassága
- 1968: Falak
- 1975: Utolsó padban
- 1978: Amerikai cigaretta
- 1981: Petőfi (Fernsehserie)
- 1982: A tenger (Fernsehserie)

## Auszeichnungen
- 1964: Mari-Jászai-Preis
- 1980: SZOT-Preis (Szakszervezetek Országos Tanácsa)